# Östansjösjön, Närke
Östansjösjön var en sjö, nu våtmark, i Hallsbergs kommun i Närke och ingår i Nyköpingsåns huvudavrinningsområde.